# Constantin de Preslav

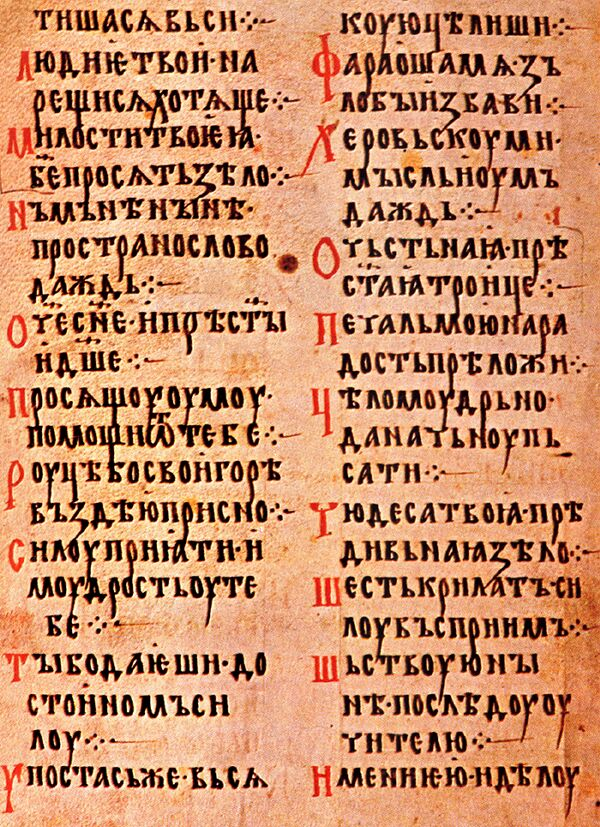
La Prière alphabétique de Constantin de Preslav (manuscrit russe du XIIe siècle)

Constantin de Preslav (en bulgare Konstantin Preslavski) est un prélat bulgare ayant vécu entre la fin du IXe  et le début du Xe siècle, également écrivain, poète, et traducteur de textes religieux grecs en vieux slave.
On a très peu d'informations biographiques certaines à son sujet. Il aurait été disciple de l'évêque Méthode († avril 885), et comme les autres (Clément d'Ohrid, Nahum...) aurait été expulsé de Grande-Moravie après la mort du maître et accueilli par le prince bulgare Boris Ier. Il fut prêtre (presviter) à Pliska, capitale de la Bulgarie, puis après que Siméon Ier eut transféré la cour à Preslav (893), il devint évêque de la nouvelle capitale.
Il a laissé d'abord un ouvrage intitulé l'Évangile didactique (composé vers 894), qui est un recueil de cinquante-et-une homélies pour les dimanches de l'année, avec des extraits des évangiles accompagnés de commentaires inspirés notamment de Jean Chrysostome. Ce recueil d'homélies est précédé de deux textes distincts : une Prière alphabétique en quarante vers de douze syllabes, avec l'alphabet glagolitique en acrostiche (36 vers pour 36 lettres, puis quatre vers de conclusion à l'adresse de la Trinité, imitation d'un poème analogue de Grégoire de Nazianze), et un prologue en prose, où il expose les motifs qui l'ont poussé à ce travail de traduction. Apparemment, il y fut incité par Nahum. 
En 906/907, à la demande du prince Siméon Ier, il traduisit aussi en vieux slave les Quatre discours contre les ariens de saint Athanase.
D'autres textes lui sont attribués de manière incertaine. Il est souvent cité comme inventeur de l'alphabet cyrillique.

## Édition
- Eleonora Gallucci (éd.), « Učitel'noe evangelie di Costantino di Preslav (IX-X) : tradizione testuale, redazioni, fonti greche », Europa Orientalis 20, 2001, p. 49-138 (édition critique de l'homélie n° 47, ).